# Ludwig Ernst von Benkendorf

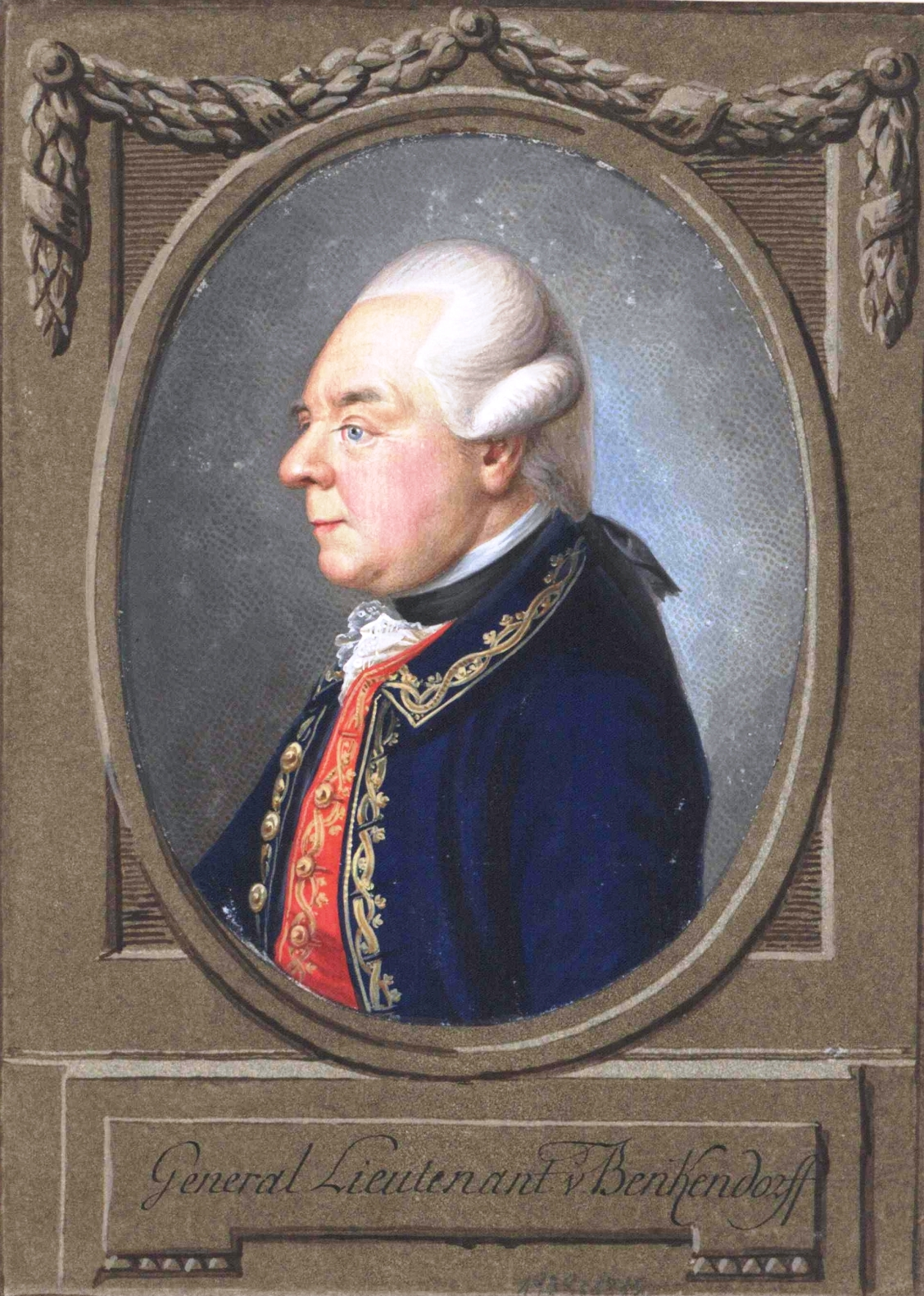
General-Leutnant v.Benkendorff

Ludwig Ernst von Benkendorf (* 5. Juni 1711 in Ansbach; † 5. Mai 1801 in Dresden) war ein sächsischer General der Kavallerie.

## Herkunft
Ludwig Ernst von Benkendorfs Eltern waren Johann Achatz von Benkendorff (* 17. Juni 1677; † 4. November 1743) und dessen Ehefrau Ernestine Magdalene von Lengefeld (* 15. Dezember 1680; † 1746). Sein Vater war markgräflich anspachener Geheimer Rat, Oberamtmann von Feuchtwangen sowie Ritter des Roten Adlerordens. Sein Bruder Johann August (* 16. Februar 1715; † 1768) wurde sachsen-gothaischer Oberstallmeister, sein Bruder Johann Friedrich (* 23. Dezember 1716; † 1767) preußischer Oberst.

## Leben
Ludwig Ernst studierte die Rechte, trat 1733 in den kursächsischen Militärdienst.
In den Schlesischen Kriegen machte 1741 den Feldzug in Böhmen und Mähren mit und kämpfte 1745 als Hauptmann mit Auszeichnung gegen die Preußen bei Kesselsdorf.
Während des Siebenjährigen Krieges konnte er in der Schlacht bei Kolin durch einen glücklichen Reiterangriff den Regiment „Herzog von Kurland“ den preußischen linken Flügel zum Sieg Dauns beigetragen haben und wurde dafür zum Oberst befördert.
Auch später nahm Benkendorff an mehreren Siegen der Österreicher ehrenvollen Anteil, insbesondere bei Breslau (22. November 1757) und bei Domstadtl in Mähren (18. Juni 1758), wo ein großer Transport der Preußen weggenommen wurde.
Im Jahr 1762 focht Benkendorf als Generalmajor in der Schlacht bei Freiberg. Nachdem er mit vieler Umsicht den Rückzug der Reichsarmee nach Frauenstein gedeckt hatte, ward er vom sächsischen Hof nach Wien gesandt, um die rückständigen Kriegsgelder einzutreiben. Nach dem Tode des Königs August III. (1763) leitete er den Abzug der Sachsen aus Polen und ward 1775 Generalinspektor der Kavallerie. Für seine Verdienste wurde er am 4. September 1768 zum Ritter des Militär-St.-Heinrichs-Ordens geschlagen. Im Bayrischen Erbfolgekrieg 1778 stieß er mit den sächsischen Truppen zum preußischen Heer. 1788 wurde er zum Chef der Garde du Corps erhoben und starb am 5. Mai 1801 in Dresden. Zuletzt wohnte er im Boxberg’schen Palais.